# سبور ريال

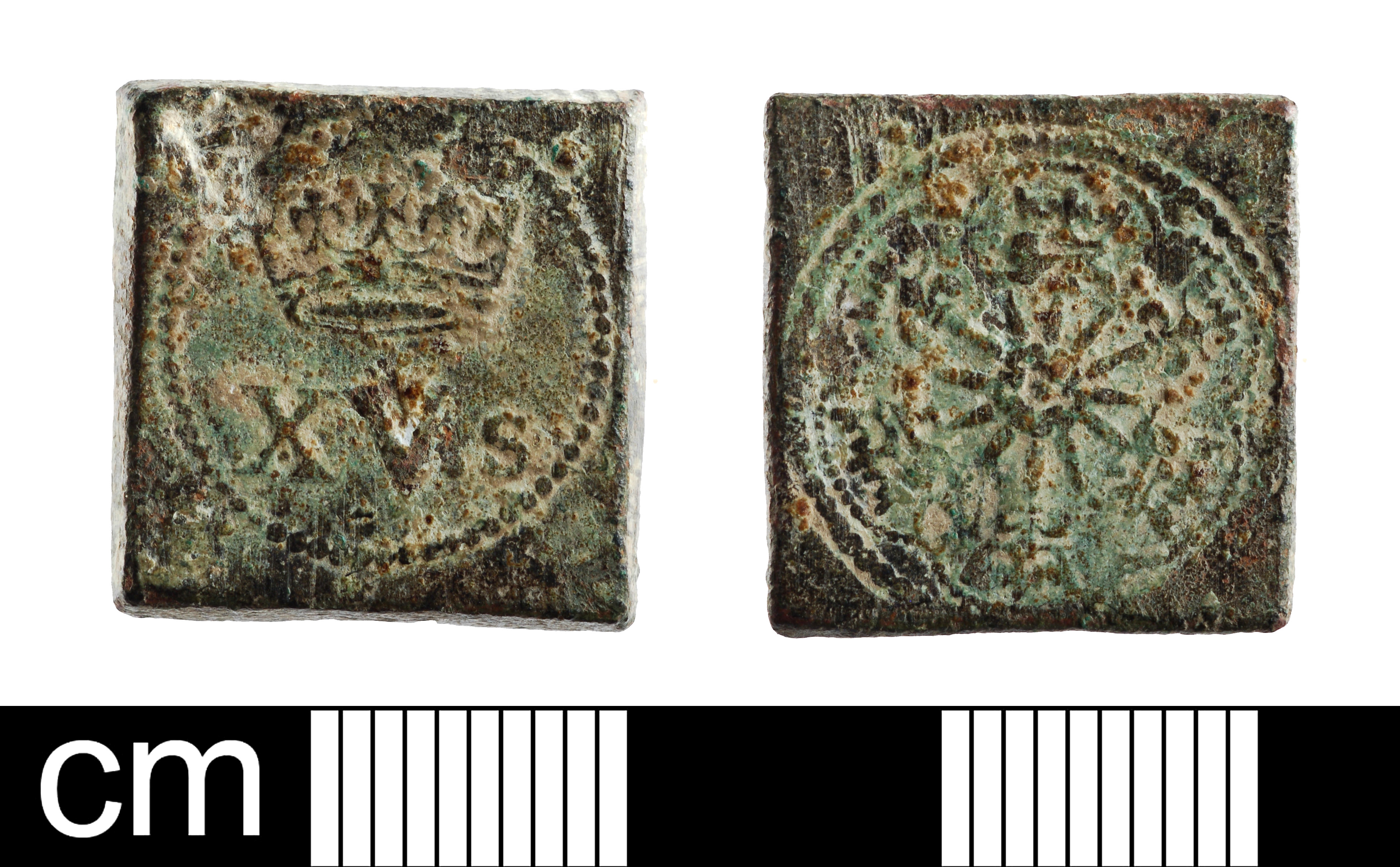
وزن العملة المعدنية للريال مع قيمة خمسة عشر شلن.

الريال السبور عملة ذهبية إنجليزية نادرة للغاية صدرت في عهد الملك جيمس الأول. وتُعد هذه العملة تطويرًا للعملة السابقة روز نوبل أو الريال والتي كانت قيمتها عشرة شلنات عندما أصدرها الملكان إدوارد الرابع وهنري السابع وخمسة عشر شلن عندما أصدرتها الملكتان ماري وإليزابيث الأولى.

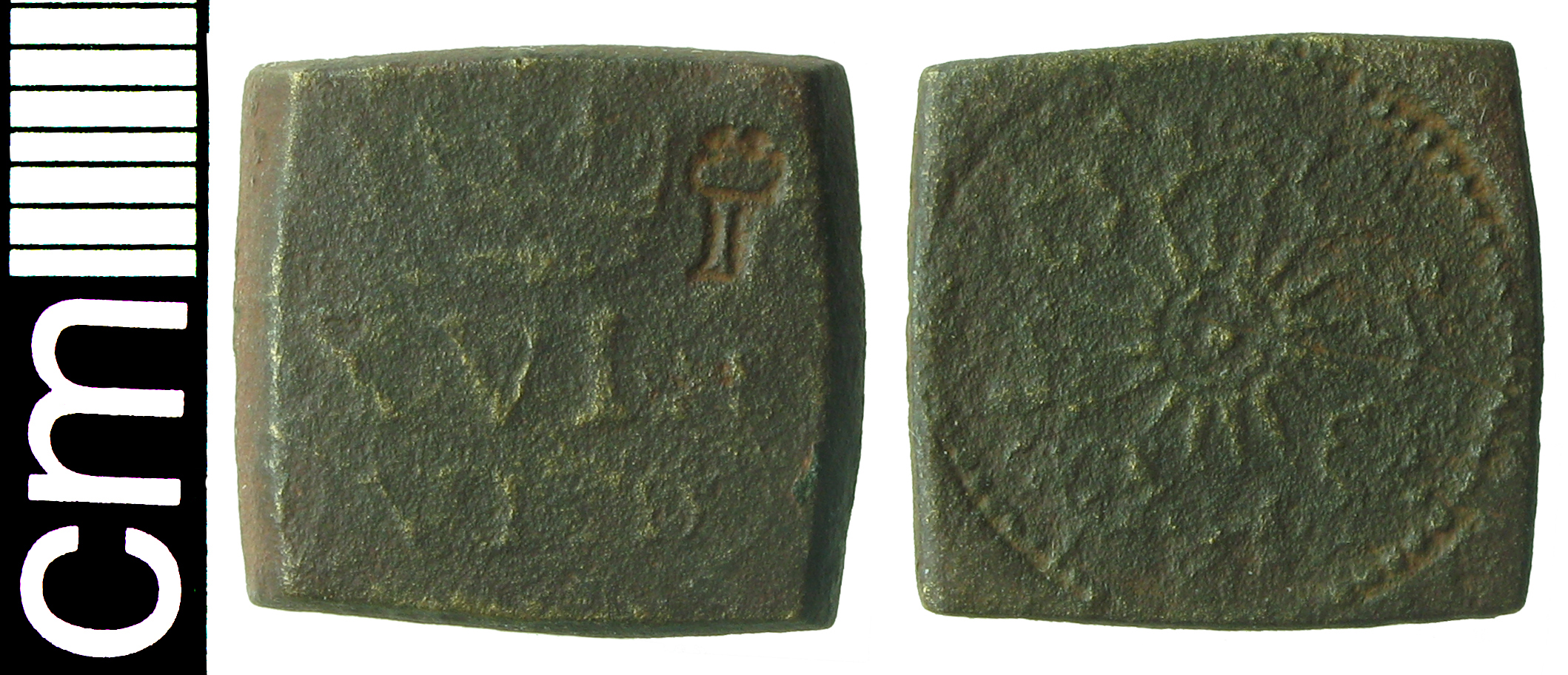
وزن العملة المعدنية لريال لاحق بقيمة ستة عشر وستة مميزة بالأرقام الرومانية XVI VI.

الريال السبور الذي سمي بهذا الاسم لأن الشمس والوردة على ظهره تشبهان المهماز قدم خلال سك العملة الثاني لجيمس الأول (1604-1619) عندما كانت قيمته في البداية خمسة عشر شلن (15/-، جنيه إسترليني)3⁄4 ) ولكن تماشياً مع جميع العملات الذهبية ارتفعت قيمتها بمقدار العُشر في عام 1612 إلى ستة عشر شلن وستة بنسات (16/6؛ جنيه إسترليني)33⁄40. ويظهر تصميم هذا الإصدار الأول على الوجه الأمامي الملك في سفينة يحمل سيفًا ودرعًا، محاطًا بالنقش IACOBUS DG MAG BRIT FRAN ET HIB REX - "جيمس بنعمة الله ملك بريطانيا العظمى وفرنسا وأيرلندا". يظهر الوجه الخلفي وردة فوق نجمة مشعة مع أسد وتاج في كل ربع محاط بالنقش A. DNO FACTUM EST ISTUD ET EST MIRABILE (اختصار للكلمة اللاتينية A DOMINO FACTUM EST ISTUD ET EST MIRABILE ) - "هذا هو عمل الرب وهو عجيب (في أعيننا)".
خلال فترة سك العملة الثالثة في عهد جيمس (1619-1625) أصدر ريال أخف وزناً من نوع جديد حيث خفضت القيمة والوزن إلى خمسة عشر شلناً (15/-). على الوجه يوجد أسد يحمل صولجانًا فوق الدرع الملكي الذي يقسم القيمة XV مقابل خمسة عشر شلن محاطًا بالنقش IACOBUS DG MAG BRIT FRA ET HI REX -- جيمس بنعمة الله ملك بريطانيا العظمى وفرنسا وأيرلندا . ويظهر الوجه الخلفي كما في السابق وردة فوق نجم مشع مع أسد وتاج في كل ربع محاط بالأسطورة A. DNO FACTUM EST ISTUD ET EST MIRABILE - هذا هو عمل الرب وهو عجيب (في أعيننا).